# Moraea simulans
Moraea simulans är en irisväxtart som beskrevs av John Gilbert Baker. Moraea simulans ingår i släktet Moraea och familjen irisväxter. Inga underarter finns listade i Catalogue of Life.